# Dansk Elbil Alliance
Dansk Elbil Alliance blev stiftet den 3. november 2009 og er et selvstændigt branchefællesskab under Dansk Energi. Foreningen repræsenterer virksomheder med kommerciel interesse i elbilintroduktionen i Danmark, herunder energiselskaber, virksomheder der leverer komponenter til ladeinfrastrukturen, ladeoperatører og elbilleverandører.
Dansk Elbil Alliance arbejder for at skabe en stærk fælles platform og være talerør for kommercielle aktører inden for bæredygtig transport, samt at fremme en massiv udbredelse af eldrevne køretøjer i Danmark.
Der holdes generalforsamling en gang om året og løbende medlemsmøder og strategimøder. Der arrangeres derudover workshops og konferencer om aktuelle emner indenfor udviklingen af markedet.